# Instituto Canario de Investigaciones Agrarias
El Instituto Canario de Investigaciones Agrarias (ICIA) es un organismo autónomo de la Comunidad Autónoma de Canarias creado por la Ley 4/1995 del 27 de marzo. Está adscrito a la Consejería de Agricultura, Ganadería Pesca y Alimentación.

## Historia
Este organismo autónomo tiene su origen en la « Estación Experimental de la Granja »  en la ciudad de Santa Cruz de Tenerife, que en 1971, en su emplazamiento actual de la finca "Isamar de Valle de Guerra, creó el "Centro Regional de Investigación y Desarrollo Agrarios", el antecedente inmediato del actual ICIA.

## Funciones del organismo autónomo ICIA
Las funciones del ICIA están orientadas a programar y ejecutar actividades de investigación, desarrollo y transferencia de tecnologías agrarias en el ámbito de la Comunidad Autónoma del Archipiélago Canario.

## Alguna de las actividades del ICIA
El «Instituto Canario de Investigaciones Agrarias» (ICIA), en una iniciativa que se inscribe en el Programa de Cooperación Transnacional Madeira-Azores-Canarias (MAC 2007-2013), y en el proyecto AGRICOMAC, destinado a fomentar el uso de variedades tradicionales en el sector agrícola de la Macaronesia, estudia variedades de higuera autóctona canaria con gran potencial productivo y comercial para la implantación de su cultivo en Canarias.